# Міктлантекутлі

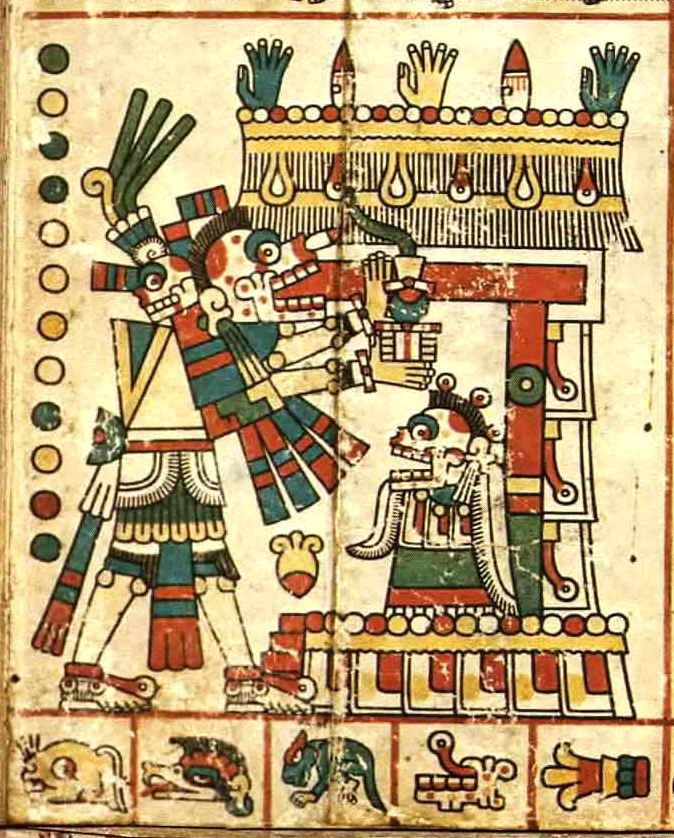
Міктлантекутлі

Міктлантекутлі (Mictlantecuhtli) — бог смерті, володар Міктлана (Підземного світа) в ацтекській та майяській міфології. Його ім'я перекладається як «Пан Міктлана», мав прізвисько «Володар Пекла». Вважається володарем Півночі (темряви), покровителем 10 трецени (1 Кремінь — 13 Собака) священного календаря, богом дня Собаки (Іцкінтлі).

## Опис
Зображений у вигляді скелета, забризканого кров'ю людини та відтритими щелепами, або чоловіком з чорним волоссям, що носить череп з багатьма зубами. Інколи носить маску у вигляді черепа. В ацтеків скелетний образ був символом родючості, здоров'я і достатку, натякаючи на близькість символічних посилань між життям і смертю.
В очницях розташовувалися яблука. Його головний убір представляв конусоподібні паперові корони, що входили одна в одну, прикрашені пір'ям сови. Він носив намисто з людських очних яблук, його ж мочки вух були з людських кісток. Часто зображується в сандалях як символ його високого рангу в пантеоні богів. Руки зазвичай підняті з зогрозливому жесті, демоструючи готовність розірвати усіх, хто увійде до Міктлана.

## Міфи
Був одним з головних богів у ацтеків і найзначущім з богів і богинь смерті 9 пекл. Народився без м'яса, з одними кістками. Мешкав у найглибшому пеклі (Chicnauhmictlan). Мав за дружину богиню Міктлансіуатль, разом з якою був протилежністю подружжю богів Ометекутлі та Омесіуатль. Символами бога Міктлантекутлі були сови, павуки, кажани та 11 година. Мешкав у будинку без вікон. Був одним з Володарів ночі та дев'яти підземних річок.
До нього потрапляли душі вояків, людей, принесених у жертву, померлих під час пологів, від хвороб, старості. Його помічником та частковим уособленням був Тлакацинакантлі
Саме до Міктлантекутлі відправили боги Кетцалькоатля (або Шолотля, або їх обох), щоб дістати кістки померлих попередніх людей (за іншим варіантом міфу — богів), проте бог смерті не бажав віддавати кістки, тому посланці денних богів викрали кістки, проте виронили і розбили їх по дорозі. З них з'явилося нове покоління людей. Відповідно до міфів майя саме Кетцалькоатль ходив до Міктлантекутлі, виконував різні доручення останнього, проте бог смерті намагався надурити Кетцалькоатля, але лише створив перепони на шляху Кетцалькоатля з пекла до небес. В іншому міф відповідає ацтекському.

## Культ
Культ Міктлантекутлі зародився і поширився в індіанців культури Веракрус (300–900 роки н. е.). Був тоді одним з шанованіших богів. Згодом поширився у тольтеків. Звідти його перейняли народи науа.
В ритуальних цілях здійснювався каннібалізм у храмі цього бога або поруч з ним. Також Міктлантекутлі вгаманували пожертвою зідраної людської шкіри. Багато його скульптур було знайдено у будинку орлів, що розташовувався у Головному храмі Теночтітлана.

### Храм Черепів
У 2012 році археологи Національного інституту антропології та історії Мексики храм народу пополока у м. Теуакана, який було присвячений богу смерті Міктлантекутлі. Розташовувався на відстані 20 м від Великого храму Теуакана. Дату визначили як середина XIV ст.
Він став першим з відомих храмів, який був присвячений даному богу. Храм було знайдено дослідниками недобудованим, оскільки будівництво припинилося внаслідок завоювання міста ацтеками у 1456 році. Цей храм отримав назву «Храм Черепів», яку він отримав через те, що в північній і західній стінах храму були виявлені ніші, де штукатуркою були закріплені два людські черепи і по чотири гомілкових кістки. На щелепи одного з черепів були виявлені залишки червоної фарби, що вказує на уособлення з Міктлантекутлі.
Крім знайдених ніш з черепами, у верхній частині храму дослідники знайшли дві керамічні голови (30 см), що зображують бога царства мертвих і камінь (25 см) з його малюнком, а також близько 300 фрагментів людських кісток.